# Jednotky Chaosu ve Warhammeru 40,000
Středem W40K vesmíru je Impérium lidí a ze všech hrozeb, kterým čelí, je Chaos tou největší. Vábivost Chaosu dokáže obrátit síly dobrotivého Císaře proti nim samotným. Jednotky Chaosu se na rozdíl od Imperiálních nespoléhají tolik na technickou a technologickou převahu, ale na hrubou fyzickou sílu, temnou magii, zákeřné útoky ze zálohy a drtivou početní převahu.

## Démoni
Démoni jsou subjekty sloužící bohům Chaosu, vytvořeni z jejich rozmaru a disponují částí síly dané frakce Chaosu. Vzhled a charakter démona odráží vlastnosti jeho Boha. Jako výtvor Warpu nemůže existovat v reálném prostoru příliš dlouho, stejně jako nechráněný smrtelník v Immateriu. Existuje několik způsobů, jak může démon prolomit zdi oddělující Warp od reálného prostoru a získat vstup do smrtelného vesmíru. Kromě vyvolání do hmotného světa může démon také použít mysl smrtelníka jako portál (k tomu jsou nejvhodnější psykeři), rovněž někteří kacíři se při démonickém paktu můžou nabídnout jako hostitelé. Aby mohli proniknout do reálného prostoru ve větším počtu, musejí využít trhlin ve Warpu. Jedná se o porušení struktury reality, která se liší povahou a velikosti. Tyto invaze můžou nakazit prostor takovým způsobem, že celé planety zmizí a stanou se z nich Démonické světy. Není proto divu, že Impérium poskytuje Lovcům démonů neomezené zdroje na řešení těchto hrozeb.
Druhy démonů:

### Démoničtí princové
Stoupenci Chaosu se snaží získat pozornost svých Bohů, aby od nich získali sílu nebo velkou odměnu. Nejúspěšnější v tomto snažení se nazývají „šampioni Chaosu“ a jejich cílem je překonat smrtelnost a stát se Démonickým princem. Ti jsou hned po svých bozích považování za nejsilnější bojovníky Chaosu. Nicméně tato cesta může stejně snadno vést k jinému extrému: na cestě k moci a síle šampiona je tělo neustále vystaveno změnám, a pokud tyto mutace přesáhnou určitou hodnotu nebo Bůh shledá postavu nehodnou démonického statusu, stane z ní nemyslící stvůra. Téměř všichni Primarchové, kteří zradili Impérium, se stali Démonickými princi.

### Velcí démoni
Velcí démoni jsou nejsilnější služebníci Bohů Chaosu. Jednají jako správcové říše svého patrona a mají velení nad malými démony jejich Boha. Jsou to zpravidla oni, kdo vede invaze démonů. Jejich moc je taková, že nemůžou být jednoduše vyvoláni malými démony, protože potřebují živé tělo.
- Khorneho Velký démon: Bloodthirster (Krvežíznivec) – Nejdivočejší a nejkrutější válečníci Krvavého boha. Jejich krvežíznivost přesahuje chápání smrtelníků a jejich síle se vyrovnají jen staří Primarchové. Zjevují se jako vysoká, svalnatá monstra s bestiálními tvářemi, krvavou hřívou, ostrými rohy a jsou vybaveni mosazným brněním, které je chrání před kouzly a útoky z dálky.  Pozoruhodná jsou také jejich velká kožená křídla, která jim umožňují přesun do středu bitvy. V boji používají obrovské sekery, které obsahují uvězněné esence Velkých démonů a dlouhé biče, dovolující útočit na vzdálenější nepřátele.[1][6][7][10]
- Nurgleho Velký démon: Great Unclean One (Velký nečistý) – Masivní, nafouklí nemocí a rozkládajícími se orgány. Oproti ostatním Velkým démonům obsahují fyzické i charakterové vlastnosti svého boha. Jinými slovy, každý Velký nečistý je také Nurgle. Do boje obvykle nosí čepel známou jako morový meč, který je namáčen do kádí s hnisem u Nurgleho trůnu. Velký nečistý může vydržet obrovské množství škod, mnozí ani nemají žaludek se na něj dívat, natož s ním bojovat.[2][6]
- Slaaneshův Velký démon: Keeper of Secrets (Strážce tajemství) – Každý ze Strážců má unikátní vzhled, který odráží Slaaneshovu náladu v té době jeho vzniku, ačkoli všichni jsou vysocí, mrštní, s dlouhými drápy a údy a korunou rohů, které klíčí z jejich hlav. I jako mocní válečníci jsou schopní vyvolávat klamavá a mystifikační kouzla.[7][11]
- Tzeentchův Velký démon: Lord of Change (Pán proměny) – Jsou silnými kouzelníky a vynalézavými manipulátory, kteří se zjevují smrtelníkům jako vševědoucí bytosti. Můžou zničit obrněné vozidlo pohybem prstu nebo se zmocnit duše nejmocnějšího bojovníka jediným slovem. Také mají schopnost vidět blízkou budoucnost, která jim umožňuje předvídat každý krok jejich nepřátel i spojenců. Pán proměny může být poražen jedině tehdy, když se stane součástí jednoho z velkých plánů Tzeentche a jeho vlastní Bůh mu pošle falešné vize budoucnosti. [7]

### Malí démoni
Jsou pěšáky Chaosu a tvoří jádro démonických legií. Mají obvykle antropomorfní vzhled a vypočítavý, zlovolný intelekt. Z démonů Chaosu právě oni nejčastěji odpovídají na volání smrtelných kacířů. 
- Khorneho malí démoni: Bloodletter
- Nurgleho malí démoni: Plaguebearer, Nurgling
- Slaaneshovi malí démoni: Daemonette
- Tzeentcheho malí démoni: Horror, Flamer

### Démoničtí tvorové
Tyto entity jsou nejnižšími a nejméně inteligentními démony, často slouží jiným vyšším démonům a občas i silnějším smrtelným následovníkům. Dělí se na bestie (Flesh Hound, Fiend, Screamer) a zvířata (Juggernaut, Mount of Slaanesh, Disc of Tzeentch). Kromě čtyř hlavních sil existuje ve Warpu také množství menších duchů, nad kterými mají bohové mnohem menší kontrolu (Fury, Soul Grinder).

## Ztracení a prokletí
Ztracení a prokletí je přezdívka smrtelníků, kteří bojují na straně „ničivých sil“. Mají mnoho podob, ale stigmata uctívání Chaosu dříve či později zdeformují všechna stvoření v odporné karikatury jejich původních těl. Nejedná se o jednotnou soudržnou sílu, ale o rozmanitou sbírku bojůvek a jednotlivců pod velením šampionů Chaosu. Tento šampion je silný demagog, zrádce nebo arcikacíř, v některých případech mocný mariňák Chaosu se svými kumpány. V závislosti na síle a moci těchto postav se jejich osobní armády můžou diametrálně lišit velikostí, silou, výzbrojí i vybavením. 
Převážná část Ztracených a prokletých se rekrutuje ze zvrácených a zkažených obyvatel Démonických světů. Hrubí mutanti, divoké bestie a primitivní domorodci bojují na vzdálených světech pro slávu svých pánů, ale kvalita a ovladatelnost těchto jednotek není vysoká, takže rozhoduje jejich počet. Mezi lépe vyzbrojené patří psanci: piráti, žoldáci, uctívači kultů a vojenští dezertéři, kteří uprchli před imperiální spravedlností. Mnohokrát v historii Impéria byly regimenty Gardy i celé planety svedeny na scestí Chaosem a staly se nejnenáviděnějšími nepřáteli lidstva. Nejnebezpečnějšími strukturami jsou kulty Chaosu, protože se snaží svrhnout Impérium zevnitř. Potencionálně může každá planeta skrývat jeden nebo i více takovýchto kultů a jejich diverzní a korupční praktiky můžou být neuvěřitelně rozmanité: od krvavých rituálů na barbarských světech po tajné společnosti vyspělých planet. Poté, co kult zakoření, snaží se zlákat do svých řad politiky, kněží, vojáky a další vysoce postavené osoby. Následně vypukne povstání, ať už záměrně, proto, že je kult příliš velký nebo je prostě odhalen. Řady povstalců jsou obratem posíleny démony nebo pěšáky Chaosu vyvolanými vůdci kultu. Pokud není rebelie potlačena hned v počátku, následuje rychlé a krvavé vítězství Chaosu, v lepším případě dlouhá válka trvající několik let (boje o úly a hustě zalidněné planety). Po boji jsou kultisté vzati zpět do Oka hrůzy nebo jiné trhliny v časoprostoru, kde se připojí k obyvatelům démonických světů či armádám některého válečného pána.
Některé známější kulty:
- Krvavý spolek je skupina známá svou vysokou disciplinovaností, operují hlavně v sektoru Sabbatiných světů.
- Carnibales – povstalecká armáda planety Solo-Baston.
- Ztracení a prokletí jsou následovníci Abaddona Plenitele. Neplést s obecným výrazem pro smrtelné následovníky Chaosu.
- Serpent Lodge bylo jméno skupiny kultistů i jejich chrámu na planetě Davin.
- Infardi – kultisté z planety Hagia.
- Sekovi synové jsou strukturováni podobně jako Krvavý spolek, ale loajální magistru Anakwanaru Sekovi. Jejich alternativním cílem je svrhnutí jednotek Urlocka Gaura a převzetí velení nad silami Chaosu v oblasti Sabbatiných světů.
- Vraksijská odpadlická milice je pestrou směsí planetárních obranných sil, pomocných pevnostních stráží planety Vraks, klášterních milicí a místních vojáků, kteří se vzbouřili proti Impériu pod vedením kacířského kardinála Xaphana.

## Hvězdná Pěchota Chaosu
Chaos Space Marine (Hvězdná pěchota Chaosu) vychází z Legií Legiones Astartes (Hvězdné Pěchoty), které vytvořil Císař během Velké křížové výpravy. Legie se skládala z dvaceti kapitul, které založili a vedli Císařovi synové, Primarchové. Během Horova kacířství některé kapituly zradily Císaře a Impérium a staly se z nich zrádcovské Legie. 
Stejně jako jejich největší nepřátelé, Hvězdná pěchota, je tvoří armáda elitních, geneticky modifikovaných lidí, kterým navíc bohové Chaosu propůjčili speciální schopnosti. Jednotlivé legie se od sebe liší jednak znakem a barevným schématem (liší se před a po Horově kacířství), domovskou planetou, příslušností k některému bohu Chaosu a speciální jednotkou (Khornovi Berzekři, Nurgleho Plague Marines, apod.). Většinu legií vedou původní Primarchové, kteří dostali od  bohů Chaosu fyzickou nesmrtelnost. Stejně jako v případě Impéria i zde došlo k rozpadu Legií a vzniku mnoha nových "válečných skupin". Ty nyní sídlí v Oku hrůzy, protože všechny jejich původní planety byly zničeny. Rovněž dochází k bojům mezi legiemi samotnými (Skalathraxký incident) či dokonce příslušníky jedné Legie.
Seznam kapitul:

### Emperor's Children
Císařovy děti. Primarcha Fulgrim, příslušnost: Slaanesh, původní sídelní svět: Chemos, současný sídelní svět: Oko hrůzy. Schránka s Primarchou dopadla na planetě Chemos, což byla lidská kolonie.která byla v úpadku, protože na ní docházely suroviny a improvizace se stala důležitou pro přežití. Obyvatelé malé dítě našli a pojmenovali ho podle svého ztraceného boha. Fulgrim rostl a díky své nadlidské podstatě se z něj stal přirozený vůdce celé planety, který začal planetu "oživovat". Jednoho dne na povrch dosedly výsadkové kapsle s logem dvojhlavého orla plné Hvězdných pěšáků. Fulgrim ihned přísahal Císaři věrnost a ten mu za to přidělil Legii dvou set mariňáků, které pro něj přichystal. Jejich genový štěp byl nějak poškozen a pouze pomoc Primarchy mohla řady pěšáků rozšířit. Fulgrim je pojmenoval Císařovými dětmi a v jejich řadách rozšiřoval zájem o umění – věc, která na Chemosu nikdy nebyla. Primarcha chtěl pomoci ve Velké křížové výpravě, ale s jeho dvěma sty bojovníky to bylo obtížné. Jeho Legie proto připadla pod velení vojevůdce Hora a jeho Legii Lunárních vlků. Oba Primarchové se spřátelili a vedli nesčetná tažení do doby, než Fulgrim rozšířil počty svých bojovníků natolik, že byl schopen provádět vlastní akce. 
Během jednoho takového tažení objevil překrásný artefakt, Laeranský meč, a nechal si ho jakožto umělecké dílo. Netušil, že meč je ve skutečnosti posedlý démonem a že celá planeta Laeran je pod temným vlivem boha Slaaneshe. Poté, co se Císař dozvěděl o Horově zradě na Istvaanu III, vyslal sedm Legií k jeho zastavení. Císařovy děti byly první, kdo vstoupil do systému, kde Horus čekal a Fulgrim osobně požadoval vysvětlení jeho činů. Místo toho Horus uspěl ve zkažení svého bratra Primarcha silami, které nyní ovládal. Pomalu, tak jak on a Horus mluvili, se jeho loajalita k Teře trhala a byla nahrazována planoucím rozhodnutím zničit falešného Císaře, jehož pravidla nedovolují lidstvu dosáhnout dokonalosti, ve kterou Fulgrim vždy věřil. Slaanesh našeptával Fulgrimovi, sliboval mu dokonalost ve všech ohledech a Fulgrim ochotně přijal svého nového boha. Během výsadkového masakru na planetě Isstvan V Fulgrim svým mečem probodl Ferra Manuse, loajálního Primarchu a vůdce Legie Železných rukou, přičemž démon z meče unikl a Fulgrima zcela posedl. Na konci Horova Kacířství byli sice Císařovy děti poraženi, ale utekli do Oka Teroru, kde byl Fulgrim za své činy povýšen na Démonického prince a získal svoji novou nelidskou podobu. Legionáři se proměnili z obdivovatelů umění a krásy na fanatické uctívače hédonismu a hříšného potěšení. Fulgrimova původní osobnost je v jeho mysli stále přítomna, ovšem příliš slabá na to, aby dokázala porazit mocného démona.
Císařovy děti spoléhají na smrtící specialisty na boj zblízka a ničivou akustickou výzbroj, umožňující mnohé taktické variace. Legie nepřijímá nic menšího než naprostou dokonalost ve všech jejích podobách a pracuje na ustavičném zdokonalení svých vojenských operací. Všichni pěšáci trénují každou možnou hodinu svoji přidělenou úlohu, ať už je to voják, řidič, střelec, zvěd nebo ostřelovač. Věří se, že se žádný z Císařových dětí nikdy neobrátil na útěk. 

### Iron Warriors
Železní válečníci. Primarcha Perturabo, příslušnost: Chaos nerozdělený, původní sídelní svět: Olympia, současný sídelní svět: Medrengard v Oku hrůzy. Císař nalezl Perturaba na Olympii, ironií osudu na jediném místě, kde se nemohl naučit ničemu jinému, než rozsahu své vlastní nadřazenosti. Olympia byla v těch časech rozervaným a hornatým světem, jehož populace se soustředila do městských států. Klíčem k vojenské bezpečnosti se kvůli snadnému přístupu k ložiskům kamene stalo ovládnutí strategických průsmyků a náhorních plošin. Mladého Perturaba našli, jak slézá strmé útesy pod městským státem Lochos. Protože bylo jasné, že nejde o žádné obyčejné dítě, přivedly jej městské stráže před samotného Tyrana Lochosu, Dammeka a ten, fascinovaný tajemným dítětem, jej přijal do svého domu. Temný a melancholický, s myslí ostrou jako břitva, žil jako vojevůdce Dammakose a stal se mistrem v obléhacím umění. Když Velká křížová výprava dospěla k Olympii, složil Perturabo Císaři slib věrnosti, a ten, jak bylo jeho zvykem, mu na oplátku daroval velení nad jednou Legií Hvězdné pěchoty a jako léno planetu, která se Legii stala domovským světem. 
Železní válečníci byli beranidlem Velké křížové výpravy, vrhali se proti každé nezdolatelné zdi či nedostupné pevnosti, která stála Císaři v cestě. Tito experti na inženýrství, s výcvikem od samotných technokněží z Marsu si rychle vytvořili úctyhodnou reputaci, ve věcech víry však začali strádat. Součástí obléhacích bojů byla dlouhá období jednotvárné práce přerušovaná nejbrutálnějšími souboji bez smilování a psychická únava začala z Válečníků dělat zvířata. Jak Křížová výprava postupovala, vznikaly na Horův příkaz na osvobozených světech citadely, které sloužily k zajištění bezpečných komunikačních linií. I když tato nová opevnění spravoval nepatrný počet Železných válečníků, Perturabo dělil své jednotky s narůstající hořkostí. Při zpětném pohledu se zdá docela možné, že Horus pracoval na demoralizaci a narušení morálky této Legie, aby se stala povolnější a to se mu také podařilo. Rovněž je nezpochybnitelnou skutečností, že ostatní Primarchové si drželi Perturaba od těla, což lze přisuzovat jeho technickému géniu, který dalece předčil schopnosti ostatních.
Ke klíčovému obratu došlo během vyhlazování Hrudů na Gugannu, kdy Horus přinesl Perturabovi zprávu, že na Olympii vypuklo povstání. Perturabo už byl tou dobou silně unavený z neustálého dokazování svých schopností a oddanosti a myšlenka, že jsou jedinou Legií, která si nedokáže udržet svůj domovský svět, ho zděsila. Před svým odjezdem mu Horus daroval kladivo Forgebreaker a je možné, že zbraň fungovala jako nějaký kanál, skrze který Chaos Primarchu ovládl, nebo také náznak úcty od takového velitele, jakým vojevůdce byl, mohl být znamením, že pakt mezi těmi dvěma už je zpečetěn. Válečníci se vrátili na Olympii a zmasakrovali přes 5 milionů lidí, zbytek byl uvržen do otroctví. Perturabo věděl, že Císař mu nikdy tento zločin neodpustí a přidal se na stranu Chaosu. Po neúspěšném obléhání Terry se odebral do Oka hrůzy na nový sídelní svět Medrengard, který proměnil v ohromnou pevnost.
Bojová doktrína Železných válečníků je prostá. Bitvu začnou nepřetržitým bombardováním, při kterém použijí každou zbraň, kterou mají k dispozici. Základem této taktiky je komplexní střelecký plán, kdy je pro každou zbraň pečlivě zvolen optimální cíl tak, aby dosáhla maximální efektivity. Poté nastoupí pěchota, tam, kde je to možné, je bojová linie posilována polním opevněním. Své zbraně ovládají zručně, formace vždy postupují, aby mohly vystřelit, a následně se stáhnou dříve, než přijde odveta. Pokud se v obraně nepřítele podaří vytvořit průlom, otestují ho nejprve veteráni a palba pak bude mezeru udržovat rozevřenou, dokud nebude zaveleno ke zteči. V klíčových chvílích bitvy, kdy pozice prostě musí být dobyta, se z Železných válečníků stávají chladnokrevní zuřivci, srovnatelní s Krvavými anděly či Požírači světů. Legie je také expertem v zákopové válce, inženýrství a kladení min a během staletí získala impozantní sbírku specializovaného vybavení.

### Night Lords
Vládci noci. Primarcha Konrad Curze, příslušnost: Chaos nerozdělený, původní sídelní svět: Nostramo, současný sídelní svět: neznámý. Nostramo byla průmyslová planeta vyvážející adamantium, a tak byl jeho povrch poset továrnami a vzduch zamořen zplodinami. Naprostá většina obyvatel žila v nejhorší chudobě jako dělníci hutí; vraždy, loupeže a vydírání byly všudypřítomné. Kriminalita nespoutaně bujela, jediným prostředkem k prosazení zákona byla strašlivá brutalita, kterou proti každému, kdo se jim postavil, použili hrdlořezové najatí vládnoucí třídou. Konrad strávil mládí tichým plížením ulicemi a pojídáním zvířat, která se kradla pustinami kolem úlových měst. Nedosáhl žádných intelektuálních výšin, neučili ho ti nejlepší učitelé planety, ani jej šlechtičtí mistři nenaučili zacházet s mečem či sekerou. Zato se stal mistrem v přežití, jeho mohutná postava umazaná špínou a krví budila strach ostatních. Konrad si posléze stanovil vlastní zákony a každého za porušení těchto pravidel bez rozdílu nemilosrdně likvidoval. Zločin přestal existovat, každý se bál Nočního přízraku. Tak se Konrad stal prvním králem Nostrama; vládl s neslýchanou mírností a rozumem, ovšem pouze do doby, než se mu donesla zpráva o nějaké nespravedlnosti. Pak se osobně vydal ulovit zločince.
Konrad o příletu svého otce věděl, ale nebyl z toho příliš nadšený. Rychle se přizpůsobil učení Impéria, přestože uvnitř zůstal tvrdohlavý a tichý. Nerozuměl si se svými bratry, ale respektoval je a nejvíc Fulgrima, který mu byl učitelem. Když se Velká křížová výprava dala znovu do pohybu, předvedl Noční přízrak velice neobvyklé pojetí vojenské strategie: k dosažení cíle použít drtivou sílu v kombinaci se strachem a totálně zničit protivníka psychicky. Během prvních několika let ničila jeho Legie veškeré stopy kacířství s fanatickou důsledností lovců čarodějnic. Konrad svou Legii podporoval ve zdobení zbrojí ikonami strachu a smrti, které ještě přispěly k jejich děsivé pověsti. Zbroje Legie byly s tou největší pečlivostí pomalovány okřídlenými lebkami, posmrtnými maskami, křičícími tvářemi a dalšími odpornými výjevy. Jejich zbroj často zdobily i seschlé hlavy nepřátel. Tato taktika byla neuvěřitelně účinná. Extrémní praktiky Vládců se brzy stala proslulými, pouhá zmínka o jejich přítomnosti v soustavě zajistila, že civilizované planety, než aby se staly cílem jejich čistky, zaplatily všechny své desátky, zcela ukončily jakékoliv nezákonné aktivity a pozabíjely každého, kdo byl nějak postižený. To však neušlo bratrům Primarchům, kteří se dožadovali vysvětlení. Po potyčce Konrada s Rogalem Dornem byl držen čestnou stráží ve svých komnatách. Stráž brutálně povraždil a uprchl, ale překvapivě nezamířil do Oka hrůzy. Rozhodl se zůstat v reálném vesmíru a útočit na Impérium stejným způsobem, jakým předtím bojoval v jeho prospěch. Cestou se zastavil i u své planety Nostramo a když uviděl, že se na ní zase rozbujela kriminalita, tak jí mohutnou soustředěnou střelbou ji rozerval a dával si za to vinu. Po Horově kacířství se Impérium rozhodlo, že Curze musí být eliminován za každou cenu. Proto mobilizoval polovinu vrahů chrámu Callidus, aby zrádného Primarchu našli a zabili. Vražedkyně M'Shen pronikla do jeho paláce na planetě Tsagualsa a stanula před Nočním přízrakem. Dozvěděla se, že ten celou dobu o její přítomnosti věděl, ale nezakročil. Byl smířen s tím, že za svoji zradu a své zločiny musí zemřít a tak se také stalo.
Vládci noci přesídlil do Oka hrůzy, kde v současnosti pobývají, ale neuctívají žádnou specifickou sílu Chaosu. Jako jedni z mála nemají tendenci používat ve své armádě démony, ačkoli občas pracují po boku Fúrií a využívají služeb démonů uctívajících Chaosu bez rozdílu, kteří jsou zotročeni kulty. To z nich dělá výjimečně všestrannou sílu a pravděpodobně bojují po boku jakýchkoliv stoupenců bohů Chaosu. Ve skutečnosti pohrdají vírou ve všech jejích podobách. Jsou známí svými obávanými jednotkami Raptorů, zmutovaných útočných mariňáků s Jet Packy, kteří připomínají spíše pokroucené ptačí dravce a do boje se vrhají za hrozivého hlasitého Kvílení.

### World Eaters
Požírači světů. Primarcha Angron, příslušnost: Khorne, původní sídelní svět: neznámý, současný sídelní svět: žádný. Legenda o Angronovi není kompletní a dokonce se neví jméno planety, kterou nakonec začal nazývat svým domovem. Není ani jisté, kde se tato planeta nacházela a zda stále existuje. Historické záznamy hovoří o tom, že okamžitě po dopadu na tuto planetu jej napadli a málem zabili zvláštní mimozemšťané, zřejmě Edaři, kteří se pokusili zabránit jeho účastnění na Horusově kacířství. Dále záznamy hovoří o Angronově světě jako o technologicky pokročilém, kterému vládla kasta bohatých, která žila v dekadentním luxusu, zatímco prosté obyvatelstvo živořilo v zoufalé bídě. Aby odvedli mysl obyvatelstva od každodenního trápení, pořádali vládcové tohoto světa v kolosálních arénách pravidelné hry smrti, kde kyberneticky posílení gladiátoři bojovali na život a na smrt. Angron byl vzat do otroctví a začal se těchto her účastnit, díky své síle, odolnosti a bio-neurálnímu implantátu se z něj stal fanatický zabiják. Spolu se svými druhy gladiátory vedl ozbrojené povstání proti vládcům a poté se opevnili v horách. Císař sledoval Angronovo počínání z vesmíru a nabídl mu velení nad Legií Válečných Psů, ale ten překvapivě odmítl; raději by zemřel, než by opustil své druhy. Císař věděl, že přestože byl Angron Primarcha, v nadcházející bitvě by zahynul. Navedl proto svou loď na nízkou orbitu a Angrona na ni teleportoval. Bez jejich vůdce byla morálka gladiátorů zničena a následujícího rána byli zmasakrováni spojenými armádami vládců planety. Ve vesmíru, kde Velká křížová výprava pokračovala, přijal nakonec Angron velení nad Požírači světů, nikdy však Císaři neodpustil svůj únos z planety a to, co cítil jako zradu své bojové cti.
Angron začal svým bojovníkům podle svého vzoru transplantovat bio-implantáty pro zvýšení agresivity a Požírači si rychle získali reputaci děsivých vojáků. Bylo ale jen otázkou času, než se vojáci vymknou kontrole. Po nechvalně proslulém Vymetení Ghenny, kdy bylo celé obyvatelstvo planety zmasakrováno během jediné noci, nařídil Císař přestat s používáním implantátů. Angron příkaz ignoroval; jak masakry po celé galaxii pokračovaly, stávaly se krvavé obřady stále důležitější součástí dědictví Legie, a stalo se běžnou praxí, že pěšáci soutěžili v počtu nepřátelských lebek, které dokážou v bitvě získat. Císař tehdy učinil osudnou chybu: vyslal Hora, kterému nejvíce důvěřoval, aby přivedl Angrona zpět k rozumu. Horus byl v tu chvíli již zkorumpován silami Chaos' a nebylo pro něj nijak obtížné vykreslit Císaře jako slabocha, kterého je třeba nahradit. Zuřivost a hrůza, kterou kdysi Požírači světů dávali zakusit Císařovým nepřátelům, nyní dopadla na Impérium. Po neúspěšném dobývání Terry se Požírači stáhli do Oka hrůzy na Skalathrax, aby svedli bitvu proti nenáviděným Císařovým dětem boha Slaaneshe. Zde byla Legie definitivně rozervána, když Khornův šampión jménem Khârn obrátil svou frustraci ze zbabělosti svých spolubojovníků a svou zuřivost proti nim a začal likvidovat každého, kdo se mu postavil do cesty. Toho dne se Legie Požíračů světů rozpadla, zbyly z ní jen rozptýlené družiny navěky putující za smrtí.
Požírači světů mají jen jednu touhu: pobít své nepřátele v boji na blízko a posbírat lebky pro Khorna. Za tímto účelem odvrhla Legie zbraně s dlouhým dostřelem a pozvedla řetězové sekery a pistole. Žízeň po krvi se pro Požírače stala natolik převládající, že se před bitvou seřadí na bojišti, řvou jméno Khorna a na všechnu strategii a taktiku ve své touze po krveprolití zapomenou. V souboji jsou tito slintající maniaci zuřivými válečníky, kteří budou bojovat až do konce, protože vědí, že Khorne uvítá jejich krev stejně jako krev jejich nepřátel a celé Impérium se bojí "Požíračů světů".

### Death Guard
Stráže smrti. Primarcha Mortarion, příslušnost: Nurgle, původní sídelní svět: Barbarus, současný sídelní svět: Morová planeta. Když bylo dvacet právě narozených Císařových Primarchů rozmetáno po galaxii, Mortarion spočinul v nehostinném močále pokrytém mrtvými z jakési bitvy. Byla to planeta Barbarus, věčně pohroužená do jedovaté mlhy, jejíž hornaté útesy ovládali vojvodové fantastických schopností a hrozivých choutek, a jehož lidští osadníci, kteří zde ztroskotali před tisíciletími, se mačkali v nejnižších údolích pod dusivými mlhami. Legenda praví, že vojvoda ve své vrzající zbroji uslyšel dětský pláč, prochodil v moři mrtvol celý den a noc, přitahován nářkem novorozence. Dítě přijal jako vlastní a dal mu příznačné Mortarion: dítě smrti. Aby přežil, učil se Mortarion u nohou svého vládce dychtivě všemu, ale stále byl dítětem Císaře – nadlidsky odolný vůči jedovatému vzduchu kolem a silný i přes nedostatek odpovídajícího slunečního svitu a výživy. Jeho pán ho držel dál od lidských osad, ale samotný akt odpírání sytil posedlost dospívajícího Primarchy. Nakonec přišel den, kdy Mortarion zradil svého adoptivního otce, sestoupil mezi lidi a stal se jejich vůdcem. Naverboval ty nejtvrdší a nejodolnější z lidí Barbaru a vytvořil z nich malé oddíly, které sám cvičil a naučil je nejen obraně, ale také útoku. Poté, co dobyl všechny pevnosti nepřátel kromě poslední, přistál na planetě Císař a svěřil mu velení čtrnácté Legie, Nájezdníků Soumraku, později po jeho proslovu přejmenovaných na "Stráže smrti".
Horovi, obráceného na novou víru, nedalo mnoho práce přetáhnout Mortariona na svou stranu, který tak znovu zradil svého otce. Když Calas Typhon, kepitán první roty zabil navigátora, vedl celou flotilu do Warpu a tam celá legie podlehla Nurglemu, démonickému bohu rozkladu a moru. Ale Strážci za to zaplatili hrozivou daň; mor, který učinil jejich legendární odolnost zbytečnou. Byli to vojáci, které Impérium vysílalo dobývat světy, na něž jiný člověk nemohl vkročit, natož bojovat a zvítězit. Zevnitř se stali zkorumpovanými a zvenčí ohavnými na pohled, stávali se stále nemocnějšími a nemocnějšími, přesto nemohli zemřít, jejich vlastní odolnost se stala jejich nejhorším nepřítelem. Po zradě Císaře a neúspěšném útoku na Terru se Legie stáhla do Oka hrůzy na Morovou planetu a Mortarion se stal démonickým princem boha Nurgleho.
Pokud je možné o některé z původních Legií říci, že byla jedním celkem, pak to byla Stráž smrti. Byla organizována do méně rot než ostatní Legie Prvního zakládání, v žádné chvíli neexistovalo více než sedm rot, ale každá z nich byla podstatně větší. Jejich zbraně a zbroj byly zřídka profesionálně vyrobeny a rozhodně nebyly nejkrásněji ozdobeny, ale fungovaly bezchybně. Stráž Smrti nijak fantasticky nemanévrovala, ani se nesnažila protivníka ohromit; prostě si zvolila to nejlepší místo pro boj a rozdrtila soupeře poté, co si vylámal zuby na její bojové linii. Neexistovalo prostředí, kterého by se Mortarion nebo Stráž Smrti obávali. Pro co nedokázal Mortarion a jeho adepti nalézt kompenzační prostředek, překonala Stráž svou nesmírnou odolností. Taková doktrína se dobře hodila k používání Dreadnoughtské zbroje.

### Thousand Sons
Tisíce synů. Primarcha Magnus Rudý, příslušnost: Tzeentch, původní sídelní svět: Prospero, současný sídelní svět: Planeta Čarodějů. Legie Tisíce synů se zrodila z Primarchy Magnuse, obra s měděnou kůží, ohnivě rudými vlasy, dvěma normálníma očima a jedním zářícím okem, které mají už jenom navigátoři. Někteří lidé říkají, že jeho mohutnost odrážela velikost jeho nesmírného intelektu; jeho oko na čele představovalo jeho úporné soustředění na jediný cíl. Když byli Primarchové tajemným způsobem uneseni z Terry a roztroušeni po celé galaxii, Magnus přistál na odlehlém kolonizovaném světě Prospero. Stěží mohl mít větší štěstí: tříoký mutant, jež by byl na jiných světech obáván a zapuzen, sestoupil na planetu jemu podobných, komunitu lidských psykerů. Původní obyvatelé si Prospero zvolili pro jeho odlehlost od Terry a putovali velmi daleko, aby přerušili své spojení s lidstvem. V pečlivě zbudovaném azylu, daleko z dohledu lidstva, se komunita uprchlíků plně věnovala poznání a ovládnutí psychických schopností. Magnus si brzy osvojil všechny aspekty psychiky a rychle překonal schopnosti i těch nejnadanějších členů komunity. V době, kdy dosáhl tělesné dospělosti, narostl v obra v psychickém, intelektuálním i fyzickém smyslu. Říká, se setkání Císaře a Magnuse bylo stanoveno, protože se jejich mysli dávno setkaly ve Warpu. Magnus poklekl před Císařem a přijal vedení patnácté Legie: jeho Tisíce synů.
Magnus ve snaze úplně ovládnout psychické projevy a zastavit ničivé mutace svých vojáků překročil bezpečnou hranici a začal provozovat čarodějnictví. Rozdíl nebylo nejprve možno pozorovat. To, že Tisíc synů dosahovalo úspěchů stejně často šalbou a klamem jako silou zbraní zpočátku nevzbuzovalo zájem. Nicméně jak se Císařová říše rozpínala, stále častěji nacházela Hvězdná pěchota nebo Imperiální Garda planety, na kterých se místo očekávaných lidských kolonií nacházeli fanatičtí služebníci temných sil. Tyto otrocké kulty jen málokomu nepřišly podobné Tisícům synům. Rozkol se prohluboval a dosáhl takové velikosti, že začal ohrožovat samotné základy Impéria, a tak sám Císař rozhodl, že psychicky obdaření jedinci budou trénování pro blaho lidstva. Magnus při nahlížení do Warpu spatřil Horovu přísahu Chaosu na Davinu a úplný plán zrady a role každé legie v něm – kromě své vlastní. Ve snaze varovat Císaře s pomocí svých společníků čarodějů seslal kouzlo napříč časem a prostorem. Prolomil všechny ochrany Císařského Paláce na Teře a vyslal své varování před hrozící zradou do mysli samotného Císaře a jmenoval Hora jako zrádce. Toto měl být jeho okamžik triumfu a ospravedlnění. Místo toho nazval Císař Magnusovy čáry zmijími, odsoudil Magnusovo obvinění jako kacířské a jeho konání jako důkaz té nejhorší věrolomnosti. Obsah Magnusova varování byl zcela ignorován. Říká se, že Císař přerušil duševní spojení s takovou silou, že psychické runy po celém Paláci sršely blesky a tříštily se. Po boku Císaře stál Russ, chvějící se stěží ovládaným hněvem nad Magnusovými činy. Císař se k němu obrátil, neboť věděl, že následující rozkaz vykoná bez zaváhání. Nařídil Hvězdným vlkům mu přivést Magnuse a jeho legii na Terru, aby se zodpovídal porušení nařízení Nikaleanského koncilu, na kterém se všichni primarchové dohodli, že čarodějnictví se zakáže používat. Horus pak měl snadnou práci s přesvědčením Russe, radši celou legii "Tisíce synů" vyhladil a Magnuse zabil. Co se stalo na Prosperu se s určitostí neví, ale podle pověstí a nejstarších záznamů vše začalo dlouhým planetárním bombardováním, následované pozemním tažením napříč planetou. Magnus a Leman Russ se nakonec střetli v boji muž proti muži; Russ měl vítězství na dosah, ale Magnus vyvolal mocné kouzlo a unikl se do Warpu. Poté porušil svou loajalitu, Město světla se všemi rozsáhlými knihovnami a zbytky Legie Tisíce synů se navždy ztratili z povrchu Prospera a Magnus se stal Démonickým princem boha Chaosu Tzeentche. Jeho Legie se stala zapřisáhlým nepřítelem Impéria a hlavně Hvězdných vlků.
Magnus měl ve své podřízené velkou důvěru a velením jednotky byl pověřen ten, který měl největší psychické nadání. Díky relativně malému počtu členů Legie proslula tím, že se vyhýbala boji muže proti muži a místo toho spoléhala na střelbu z dálky a ovládání psychických schopností a posléze čarodějnictví.

### Sons of Horus/Luna Wolves/Black Legion
Horovi synové/Měsíční vlci/Černá legie. Primarcha Horus, současný velitel Abaddon Plenitel, příslušnost: Chaos nerozdělený, původní sídelní svět: C'thonia, současný sídelní svět: žádný, operují z Prachu mlhoviny. Hvězdní pěšáci kapituly Měsíčních vlků byli vytvořeni z lidských zdrojů planety Cthonia. Tato planeta se nacházela v blízkém sousedství systému Terry, a proto byla pravděpodobně kolonizována v době úsvitu osidlování galaxie. Byla již milénia vytěžena a stala se z ní pustá a téměř neobydlená skála, plná katakomb a dávno nepoužívaných šachet. Divoké gangy v tomto prostředí bez zákonů bojovaly o hole přežití a staly se tak snadným zdrojem nových rekrutů. Primarcha Horus, který zde vyrůstal, s nimi neměl díky svým dispozicím problémy a brzy je ovládl. Po mnoho let byl jediným Císařovým synem a vznikl mezi nimi velmi blízký vztah. Císař s ním trávil mnoho času vyučováním a trénováním. Poté byl Horus pověřen vytvořením deseti tisíc bojovníků z jeho vlastního genetického kódu, které nazval Měsíčními vlky. S těmito válečníky, doprovázen Císařem, vedl třicet let dlouho Velkou křížovou výpravu, ohromné válečné tažení za vytvoření Impéria lidí. Časem byli objeveni další Primarchové, ale strategické velení nad armádou bylo ponecháno Horovi. Po jednom obzvláště důležitém vítězství byla legie Měsíčních vlků přejmenována na počest jejich velitele na Horovy syny. Horus samotný dostal titul Vojevůdce – nyní byl formálně nejvyšším velitelem imperiálních sil. Navzdory těmto ohromným úspěchům nebyl Horus spokojený. Císař zřetelně prohlašoval vojenská vítězství za svá, v Horových očích však Císař trávil čas v bezpečí v paláci na Teře, zatímco on pro něj dobýval světy a riskoval život. Semínko nedůvěry bylo zaseto. Následně byl zraněn na měsíci planety Davin kacířským regentem planety Eugenem Tembou, který ho zranil zvláštní zbraní, připomínající meč, zvanou Anatheme, a kde byl ošetřován kacířskými kněžími a nechráněný byl ovládnut bohy Chaosu. Horovi synové, loajální a hrdí na svého Primarchu, se bez váhání vzdali přísahy Císaři a začali uctívat Hora jako nového boha. Zde začíná Horovo kacířství a končí jeho smrtí rukou samotného Císaře. S Horem zemřelo i celé povstání proti Císaři, vojáci legie ustoupili ihned po jeho smrti a probojovali si cestu do Oka hrůzy. Poté vedli několik krvavých válek proti dalším zrádcovským Legiím, především kvůli zdrojům a moci uvnitř Oka. Po několika neúspěšných taženích legie nakonec přísahala věrnost novému veliteli, Abaddonovi. Od této chvíle se legie jmenuje Černá legie, aby snížili potupu, kterou utrpěli, když jejich primarcha nedokázal zabít císaře.
Po smrti Hora se struktura legie rozpadla, vytvořily se různé fragmenty jednotek, většinou podle kapacity vesmírných plavidel, které obývají. Současné jednotky tedy můžou být libovolného počtu, často se sdružují pod praporem jednoho vůdce, šampiona Chaosu či dokonce samotného Abaddona. Nicméně loajalita k různým bohům Chaosu často vede k rozepřím a vnitřním konfliktům. Černá legie je flexibilní bojová organizace, která se dokáže rychle přizpůsobit každé bojové situaci. Nejoblíbenější taktika spočívá v rychlém a rozhodném průniku přímo do středu nepřátel a co nejrychlejším zničení velení nepřátelských jednotek. 

### Word Bearers
Nositelé slova. Primarcha Lorgar, příslušnost: Chaos nerozdělený, původní sídelní svět: Colchis, současné sídelní světy: Sicarus a Ghalmek. Malý Lorgar byl objeven na planetě Colchis následníky víry Covenantu, kterou vyznávala většina populace planety, a vyrostl mezi nimi. Studiem znalostí chrámu se Lorgar rychle vypracoval na jednoho z nejzbožnějších kazatelů celého Covenantu. Jeho řečnické schopnosti, stejně jako síla jeho charismatu mu dopomohly k postavení jednoho z nejoblíbenějších hlasatelů víry s mnoha následovníky. Lorgarovo mládí bylo obtěžkáno vizemi mocného válečníka v zářící bronzové zbroji přicházejícího na Colchis a obra-kyklopa v modré róbě stojícího po jeho boku. V jednom momentě dosáhly vize takové síly, že se Lorgar vyslovil o blízkém návratu colchiského boha, který byl předpovězen v dávných dobách Věku sváru. Jeho nepřátelé uvnitř Convenantu toho využili a prohlásili jej za kacíře. Covenant se rozdělil na dvě frakce a celá populace Colchisu se pak rozštěpila na následníky Lorgara a přívržence Covenantu. Svatá válka trvala přes šest let a skončila vítězstvím Lorgara, zničením chrámu Covenantu a vybitím všech mnichů nacházejících se uvnitř chrámových zdí. Méně než rok po vítězství přistálo poblíž chrámu vesmírné plavidlo s Císařem, Magnusem Rudým a dvěma taktickými skupinami Tisíce synů na palubě. Lorgar ihned tyto mocné muže poznal jako návštěvníky z jeho vizí a slíbil oddanost svému otci a stvořiteli a následně byl jmenován velitelem sedmnácté legie, která se stala známou jako Nositelé slova. Při Velké křížové výpravě vedl Lorgar svou Legii na cestě ke zničení kacířů a rouhačů. Prastaré texty a ikony byly spáleny a nespočet nevinných bylo usmrceno z důvodů nedostatečné víry či nedostatku úcty k Císaři. Pokrok Nositelů slova byl pomalý, ale nadvláda nad poraženými byla kompletní a nefalšovaná. Avšak Císař byl nespokojen s pomalým postupem Nositelů a ještě více byl vyděšen jejich náboženským fanatismem. Jeden z cílů Velké křížové výpravy bylo osvobození lidstva z pout náboženství a proto Císař Lorgara osobně pokáral a vzkázal mu, že jeho úmysl je osvobodit lidstvo z nadvlády fanatiků, ne je znovu vrhnout do nové tyranie. Lorgar truchlil nad rozkazem Císaře, začal nosit pouze kajícnou košili a nepromluvil s nikým ani slovo. Právě tato událost obrátila Nositele k uctívání Chaosu. Zatímco Lorgar přemýšlel o Císařových výtkách, Kor Phaeron, jeho věrný velitel a nejbližší přítel, mu šeptal o velikých bozích Chaosu – stvoření, která vítala, ba přímo vyžadovala fanatické uctívání a oddanost.Tak Císaře zradila první legie. Lorgar byl pomalu sveden proti Císaři, Kor Phaeron byl jmenován Mistrem víry a jeho prvním úkolem v této funkci se stalo obrácení celé Legie k Chaosu. Legie utajovala své nové pány a Lorgar pomalu spřádal plány, jak zkorumpovat Hora. Díky machinacím prvního kaplana Ereba se tak stalo na měsíci planety Davin, na které byl vojevůdce zraněn a nemocí připoután na lůžko. Zde, nechráněn a slabý, byl ovládnut temnými silami Warpu a obrácen proti Císaři. O něco později pak otevřeně prohlásil víru v Chaos za svou a započal galaktickou občanskou válku známou jako Horovo kacířství. Po neúspěšném obléhání země byla legie Nositelů rozdělena na dvě části; zatímco Lorgarova armáda unikla do Oka hrůzy, Kor Phaeron a jeho jednotky se stáhly do Maelstromu, dalšího z míst, kde Warp proniká do reality. 
Každou jednotku vede zkorumpovaný kaplan známý jako Temný Apoštol. Nositelé slova jsou vždy rozděleni do dvanácti rot, každá je vedena šampiónem Chaosu, který doufá, že poroste v síle i víře, aby se pak stal novým Temným apoštolem po zabití toho starého. Nositelé slova také podporují mnoho kultů a snaží se tak tímto způsobem destabilizovat imperiální síly na planetě, dokud nedorazí posily, aby vše dokončily. Tato snaha ale vychází částečně naprázdno a to hlavně proto, že se snaží soupeřit s jinými kulty na planetě, většinou nasazenými Legií Alfa. Nositelé poslouchají vůli Temného apoštola bez reptání i v případech, kdy jsou jeho taktická nebo strategická rozhodnutí sporná. Používají metody zastrašování k rozštěpení nepřítele a poté protivníka zničí pomocí jednoho obrovského zuřivého útoku. Jediná možnost, jak zastavit Nositele slova, je zabití každého mariňáka, který se nachází na bojišti. Síly Nositelů jsou často nevyvážené, někdy disponují lehkými přepadovými jednotkami, jindy používají těžkou pěchotu. Řídí se totiž vizemi apoštolů, které balancují na hranici jistoty a předtuchy. Před bitvou pak přivolají velké množství démonů, aby je použili jako úderné jednotky do první řady, protože jsou přesvědčeni, že tato stvoření jsou níže na žebříčku Chaosu než oni. Příležitostně také zapojují do bitvy kultisty, ale pouze jako lidský štít.

### Alpha Legion
Legie Alfa. Primarchové: dvojčata Alpharius a Omegon (někdy psáno dohromady jako Alpharius Omegon), příslušnost: Chaos nerozdělený původní sídelní svět: neznámý, současný sídelní svět: žádný. Legie Alfa byla dvacátou a poslední legií Prvního Zakládání. O jejím Primarchovi se toho ví podstatně méně než vůdcích dalších legiíl, Legie proslula nedůvěrou a tajnůstkářstvím a svá tajemství nesdílejí ani bratři mezi sebou. Největším tajemstvím kapituly je skutečnost, že Alpharius má identické dvojče, na rozdíl od všech ostatních Primarchů. Alphariuse neobjevil Císař, ale Horus a mezi oběma vzniklo velmi silné pouto. Horus obdivoval taktické schopnosti a disciplínu Alphariuse, ten zase sílu a zkušenost velkého vojevůdce, takže místo aby poslal posledního nalezeného Primarchu okamžitě k Císaři, začal ho cvičit sám. Nakonec byl přece jen poslán na Terru, ale s Císařem mnoho času nestrávil, protože ten měl mnoho práce s mohutně expandujícím Impériem. 
Když Horus zpečetil svůj pakt s Chaosem, bojové smýšlení Legie Alfa se stalo její zkázou. Horus pomocí intrik, lží, a našeptávání vykreslil Císaře jako zbabělého sobce, schovávajícího se na Teře a dusícího „osvobozené“ lidi pod svým přísným režimem, zatímco sebe jako ctihodného velitele, který dobývá pro lidstvo jedno vítězství za druhým. Tak byly zasety lži do srdcí a myslí Legie a proto také stanula po boku sedmi dalších legií při obléhání Terry, ale co ví jenom několik lidí je skutečnost, že rok před Horusovo kacířstvím Alphariuse sekta zvaná "Kabala". Ta mu vylíčila Horusovo kacířství a události po něm a na výběr: Buďto se přidá k horusovi, ten vyhraje a Chaos se zničí zevnitř a nebo k císaři a Impérium po deset tisíc let bude přežívat, dokud ho Chaos nezničí. Alpharius se přidal k Horusovi. Po neúspěšném dobývání se velká část Legie oddělila od hlavních sil Chaosu a zamířila Oka hrůzy, přičemž ničila každého nepřítele, na kterého narazila. Od konce Horova kacířství si Alfa hledá své vlastní protivníky a nezodpovídá se žádným spojencům. Malé jednotky si postavily skryté základny na asteroidech a pustých planetách, zatímco většina Legie unikla do Oka hrůzy, odkud její velitelé vysílají malé skupiny zrádných mariňáků, aby založily nějakou další základnu, nebo podnikají menší samostatné nájezdy. Skupiny vojáků Legie Alfa velmi často útočí na imperiální kolonie, zásobovací lodě nebo osady, a to se smrtící účinností. Mnohem nebezpečnější však jsou jejich kulty, rozeseté po celém území Impéria. Alfa koordinuje a řídí akce kultistů, které mnohdy ohrožují imperiální nadvládu nad planetou nebo dokonce celým sektorem. Tyto záškodnické a sabotážní akce používá jako krytí ke svým vlastním zdrcujícím útokům, nebo jsou předzvěstí mnohem větší invaze přímo z Oka Hrůzy. 
Rovněž přijímání nových členů bylo odlišné, Legie nebrala jednotlivce, ale pouze celé skupiny. Celý výcvik musela zvládnout kompletní skupina, pokud selhal jeden, selhali všichni. Jako svůj symbol přijala hydru: tato mnohohlavá, draku podobná příšera z prastaré lidské mytologie měla symbolizovat bojovou doktrínu Legie: útok na nepřítele z mnoho směrů současně. Arzenál kapituly obsahuje boční útoky, tunelování k podkopání nebo obejití obrany, teleportaci, vzdušné výsadky za nepřátelskou linií, diverzní útoky, infiltraci, maskování jednotek a strojů v nepřátelských barvách, vyřazení nepřátelského transportu, sabotáže palivových a muničních skladů, otravování vody a zdrojů jídla, atmosférickou a ekologickou manipulaci, spouštění vulkanické, seizmické a tektonické aktivity, a mnoho dalších. Na boj je pohlíženo pouze jako na část celkové strategie.